# Mycogloea carnosa
Mycogloea carnosa är en svampart som beskrevs av Lindsay Shepherd Olive 1950. Mycogloea carnosa ingår i släktet Mycogloea, ordningen Agaricostilbales, klassen Agaricostilbomycetes, divisionen basidiesvampar och riket svampar.   Inga underarter finns listade i Catalogue of Life.